# 南仲皇父
南仲皇父（?—?），是中国西周时期大臣。
南仲皇父在周宣王（前827年—前782年在位）时任卿士。官居大师（太师，军事首领），前822年，周宣王派他和程伯休父、尹吉甫率领军队平定东方徐国的叛乱。《诗经·常武》云：“赫赫明明。王命卿士，南仲大祖，大师皇父。整我六师，以修我戎。”前810年，南仲派驹父、高父前往淮夷，各方国都奉命迎接来使，进献财物。
大家對於南仲到底是宣王還是文王時期的爭議源自<詩序>
因為詩序認為是文王時期
但較近代的學者比較認為是宣王時期的人物